# Насер Орич
Насер Орич (на босненски: Naser Orić) е бивш бошняшки военен командир, командвал въоръжените сили на Босна и Херцеговина в района на Сребреница по време на войната в Босна през 1992-1995 г.
Обвинен е през 2006 г. в извършване на военни престъпления от Международния наказателен трибунал за бивша Югославия в Хага. Обвинението се състои от допускане на убиването на 5 сърби, както и тормозенето на 11 сръбски пленници към края на 1992 и началните месеци на 1993 г. Обвинен е също и в разрушаване на инфраструктурата и домовете на цивилното население в качеството му на военен.
В родината си Насер Орич е смятан за герой и защитник на Сребреница, а в Сърбия – за военнопрестъпник.

## Ранни години
Завършвайки средно училище, Насер Орич постъпва в редиците на Югославската народна армия през 1985/1986 г., където служи в специална част за ядрена и химическа отбрана. Напуска ЮНА със звание подофицер.
През 1988 г. изкарва курс в Земун за полицай от специалните части. Изпратен е да служи в Косово. След завръщането си в Белград става телохранител на Слободан Милошевич.
През август 1991 г. е изпратен в Босна, където го заварва началото на войната.

## Войната
През април 1992 г., когато Босна обявява, че е в състояние на война, Насер Орич оглавява полицията в родния си град Поточари. Оттук нататък той не напуска района на Сребреница и ръководи местните операции на босненската армия срещу сръбските сили.
През юни 1992 г. със заповед на началника на Генералния щаб на Босненската армия ген. Шефер Халилович, Орич е назначен за командващ на Кризисния щаб за района на Сребреница.
В началото на ноември 1992 г. Орич вече командва обединените въоръжени сили на Босна в 4 източни общини – Сребреница, Братунац, Власеница и Зворник. Официалното име на частта му е 8-а оперативна група „Сребреница“ на Армията на Босна и Херцеговина. Обвиняем е в качеството му на неин командир, позволил убиването и измъчването на сръбски цивилни.
Остава на този пост включително и по време на избиването на повече от 8000 мъже и момчета мюсюлмани от Сребреница през юли 1995 г. Тогава неговата част е преименувана и добива номера, с който е известна днес – 28-а дивизия. На тази дата, лишена от оръжие, муниции и транспорт, става жертва на сръбската агресия. Няколко дни преди нападението Орич напуска Сребреница.

## Сребреница
През 1991 г. в Сребреница живеят 37 000 жители, като 73% от тях са бошняци, а 25% – сърби. Градът е наблизо до сръбската граница и е обявен за стратегическа цел на сърбите. Задачата е съединяване на Източна Босна със Сърбия в обща и етнически (и религиозно) чиста територия.
В началото на 1992 г. сръбските паравоенни части превземат Сребреница. През май същата година бошняците начело с Насер Орич превземат обратно града.
През септември бошняците успяват да свържат Сребреница от юг с друг град под техен контрол – Жепа. През януари 1993 г. те разширяват тази територия и със село Черска, на запад от Сребреница. Тогава бошняшкият анклав достига пика на своето разширение с територия от 900 кв. км.
Босненската армия предприема етническо прочистване на сръбското население, съпроводено с убийства и мъчения. Десетки сръбски селища са опожарени, а оцелелите къщи – разграбени или разрушени.
През 1993 г. сръбската армия завзема отново Сребреница. Потокът бежанци увеличава двойно жителите на Сребреница, който вече е обявен за „зона за сигурност“ на Организацията на обединените нации. Жителите на Сребреница прекарват 27 месеца под сръбска обсада. На 12 юли 1995 г. корпусът „Дрина“ на сръбската армия превзема Сребреница и избива повече от 8000 бошняшки мъже и момчета.

## Обвинение
Насер Орич е обвинен във военни престъпления срещу сърби от Източна Босна, извършени през 1992-1993 г.
Обвинението е повдигнато на 17 март 2003 и е държано в тайна, докато на 10 април силите на ЕСФОР не арестуват Орич в Тузла.

## Съд, освобождаване и завръщане в Босна
В затвора Орич поддържа приятелски отношения с хърватския генерал Анте Готовина. След смъртта на Слободан Милошевич в затвора Насер Орич не се разписва в съболезнователната книга. Орич е осъден на 2 години затвор.
Съдът приема, че е излежал присъдата си, докато е съден в Нидерландия. Карла Дел Понте протестира срещу решението Насер Орич да бъде освободен. В Цяла Сърбия избухват протести. Президентът Борис Тадич публично изказва възмущение от присъдата.
Орич пристига на летището в Сараево на 1 юли 2006 г., приветстван от многохилядна тълпа бошняци. Днес Насер Орич живее в Тузла, където развива собствен бизнес.